# チャドの鉄道
チャドの鉄道では、チャドにおける鉄道について記す。2016年現在、鉄道は運行されていない。

## 鉄道史

### 19世紀及び20世紀における敷設計画
ドイツの鉄道企業複合体がチャドの探検を行った経緯について、1905年に出版された本には次のように記載されている。
1885年に新しくドイツ植民地・カメルーンが成立した。多くのドイツ人有力者が、鉄道建設なくしては植民地経済の潜在力が発揮されないと考えた。彼らは1900年にカメルーン鉄道・企業複合体を設立し、1902年にドイツ政府から、内陸との貿易を目的とした鉄道の敷設免許を得た。同企業複合体は計画路線の調査に出資し、調査は1902年頃から1904年にかけて行われた。—René, Carl (1905). Cameroon and the German Lake Chad Railway - World Digital Library 2015年6月5日閲覧。
チャドには、フランスの植民地時代（フランス領赤道アフリカ）に、鉄道を敷設し近隣のアフリカ諸国（カメルーン、ナイジェリア、ウバンギ・シャリ植民地）とチャドを結ぶ計画や提言がいくつかあった。初期の提言としては、1930年代にドゥアラにあるカメルーンの鉄道システムをチャドまで延伸するというものがあった。隣国カメルーンがフランス領となる前、第一次世界大戦以前のドイツ帝国では、ミッテルアフリカ（ドイツ領中央アフリカ構想）の一環として、非公式な計画ではあるがカメルーンのドゥアラからバンギへ鉄道敷設の可能性が調査されていた。
1950年代には、ポート・スーダンからチャドを通り、ナイジェリアへ接続する路線の提案があったが、チャドの政府機関が反対した。
1958年には、カメルーンから延びる路線計画が「ドゥアラ・チャド鉄道調査委員会（Société Civile d'Études du Chemin de Fer Douala-Tchad (SEDOT)）」によりまとめられた。計画は続けられ、1964年に建設開始にこぎつけた。1975年にはカメルーンのンガウンデレまで開通した（カムレール）。当初の計画はチャドのムンドゥまでの延伸であったが実行されなかった。
1959年には国際機関である「赤道国家間連絡機関（Agence Transéquatoriale des Communications (ATEC)）」が、フランス領赤道アフリカの連邦を構成する四地域（21世紀現在のチャド、中央アフリカ共和国、ガボン、コンゴ共和国に相当）の協同を取りまとめ、河川と鉄道を使った交通システム「ルート・フェデラル（Route fédérale）」を運営することを目的として設立された。ルート・フェデラルは、ポワント＝ノワールを終点として内陸へ通じる交通網であり、そのうちの一部として中央アフリカのバンギからチャドへ延びる鉄道が構想された。この路線は、Bangui-Chad railroad 又は Le chemin de fer Bangui-Tchad という。この「バンギ＝チャド線」構想は、採算がとれるかどうかを検討する準備段階にまで進んだが、各国独立後の1962年に打ち切りとなった。

### 21世紀
2011年3月、チャドと中国土木行程集団有限公司（China Civil Engineering Construction Corp (CCECC)）が総長1300キロメートルを超える標準軌鉄道路線の建設契約に合意した。契約は70億ドルと推定される。貨物輸送用であるが乗客も運搬する。
2011年8月、スーダンとチャドと中国進出口銀行がンジャメナから国境を越えてスーダンのニヤーラーまで延びる鉄道の建設に合意したと報道された。2011年12月24日、チャド運輸省と中国土木行程集団有限公司が建設合意に正式に署名し（このときは56億ドルの見積もり）、建設計画は2012年2月に開始された。
建設計画では二路線が予定されている。第一の路線は首都ンジャメナからムンドゥとカメルーン国境のクテレまでの528キロメートル。第二の路線は同じく首都からアベシェ、スーダン国境のアドレを経由してニヤーラーまでの836キロメートル。両路線とも標準軌で平均毎時120キロメートルの速さで運行する。設備は中国で生産される。
2015年3月にカメルーンと繋がる路線についてはヤウンデで運輸担当閣僚同士の話合いがもたれ、ドゥアラからヌガウンデレまで通じている路線の延伸に集中して取り組むことで一致したというレポートがある。一方でスーダンと繋がる路線についてはチャドとスーダン両政府が担当者を中国へ派遣し、建設費用を20億ドルとする交渉を中国進出口銀行と行っている旨、報道されている。

## 隣接国との鉄道接続状況
- スーダン - 接続なし
- 中央アフリカ共和国 - 接続なし
- カメルーン - 接続なし
- ナイジェリア - 接続なし
- ニジェール - 接続なし
- リビア - 接続なし